# Грабовица (Двор)
Грабовица је насељено мјесто у општини Двор, у Банији, Сисачко-мославачка жупанија, Република Хрватска.

## Историја
Грабовица се од распада Југославије до августа 1995. године налазила у Републици Српској Крајини.

## Становништво
Насеље је према попису становништва из 2011. године имало 32 становника.
| Националност       | 1991. | 1981. | 1971. | 1961. |
| Срби               | 62    | 93    | 107   | 139   |
| Хрвати             |       |       | 1     |       |
| остали и непознато | 1     |       |       | 1     |
| Укупно             | 63    | 93    | 108   | 140   |

| Демографија | Демографија | Демографија |
| Година      | Становника  | Становника  |
| ----------- | ----------- | ----------- |
| 1961.       | 140         |             |
| 1971.       | 108         |             |
| 1981.       | 93          |             |
| 1991.       | 63          |             |
| 2001.       | 43          |             |
| 2011.       |             | 32          |